# جرالد دارویل
جرالد دارویل (انگلیسی: Gerald Darvill؛ 20 March 1916 – ۱۹۷۳ (۵۶−۵۷ سال)) بازیکن فوتبال بود.
از باشگاه‌هایی که در آن بازی کرده‌است می‌توان به باشگاه فوتبال ردینگ اشاره کرد.